# Sindrome dell'uomo rosso
La Sindrome dell'uomo rosso è una reazione da ipersensibilità scatenata dall'infusione troppo rapida o prolungata di vancomicina nei soggetti predisposti. La reazione non è mediata dalle IgE, ma dovuta all'attivazione diretta dei mastociti da parte della vancomicina, con una massiccia liberazione di istamina. 
Si manifesta con eritema al volto e al tronco, prurito, gonfiore perioculare, spasmi muscolari, difficoltà di respirazione, dolore al petto e abbassamento della pressione sanguigna. La reazione è generalmente lieve ed autolimitantesi, può essere trattata prolungando il tempo d'infusione della vancomicina o con la somministrazione di antistaminici. Non controindica l'uso futuro della vancomicina, a meno che si sospetti una vera allergia ad essa. 